# Saint-Germain-de-Tournebut
Pour les articles homonymes, voir Saint-Germain.
Saint-Germain-de-Tournebut est une commune française, située dans le département de la Manche en région Normandie, peuplée de 418 habitants.

## Géographie

### Localisation
Les communes limitrophes sont Montaigu-la-Brisette, Huberville, Montebourg, Octeville-l'Avenel, Saint-Cyr, Saint-Martin-d'Audouville, Tamerville et Vaudreville.

### Hydrographie
La commune est située dans le bassin Seine-Normandie. Elle est drainée par le ruisseau de Filbec, le ruisseau de Franqueterre, un bras de Filbec, un bras de Franqueterre, le cours d'eau 01 d'Ussebrac, le cours d'eau 04 de la commune de Saint-Germain-de-Tournebut, le cours d'eau 05 de la commune de Montaigu-la-Brisette, le cours d'eau 05 de la commune de Saint-Germain-de-Tournebut, le cours d'eau 06 de la commune de Saint-Germain-de-Tournebut, le cours d'eau 07 de la commune de Saint-Germain-de-Tournebut, le fossé 01 de Roussel, le fossé 09 de la commune de Saint-Germain-de-Tournebut, le fossé 10 de la commune de Saint-Germain-de-Tournebut, le Rougeret, le ruisseau de la Fontaine au Lievre et divers autres petits cours d'eau,.

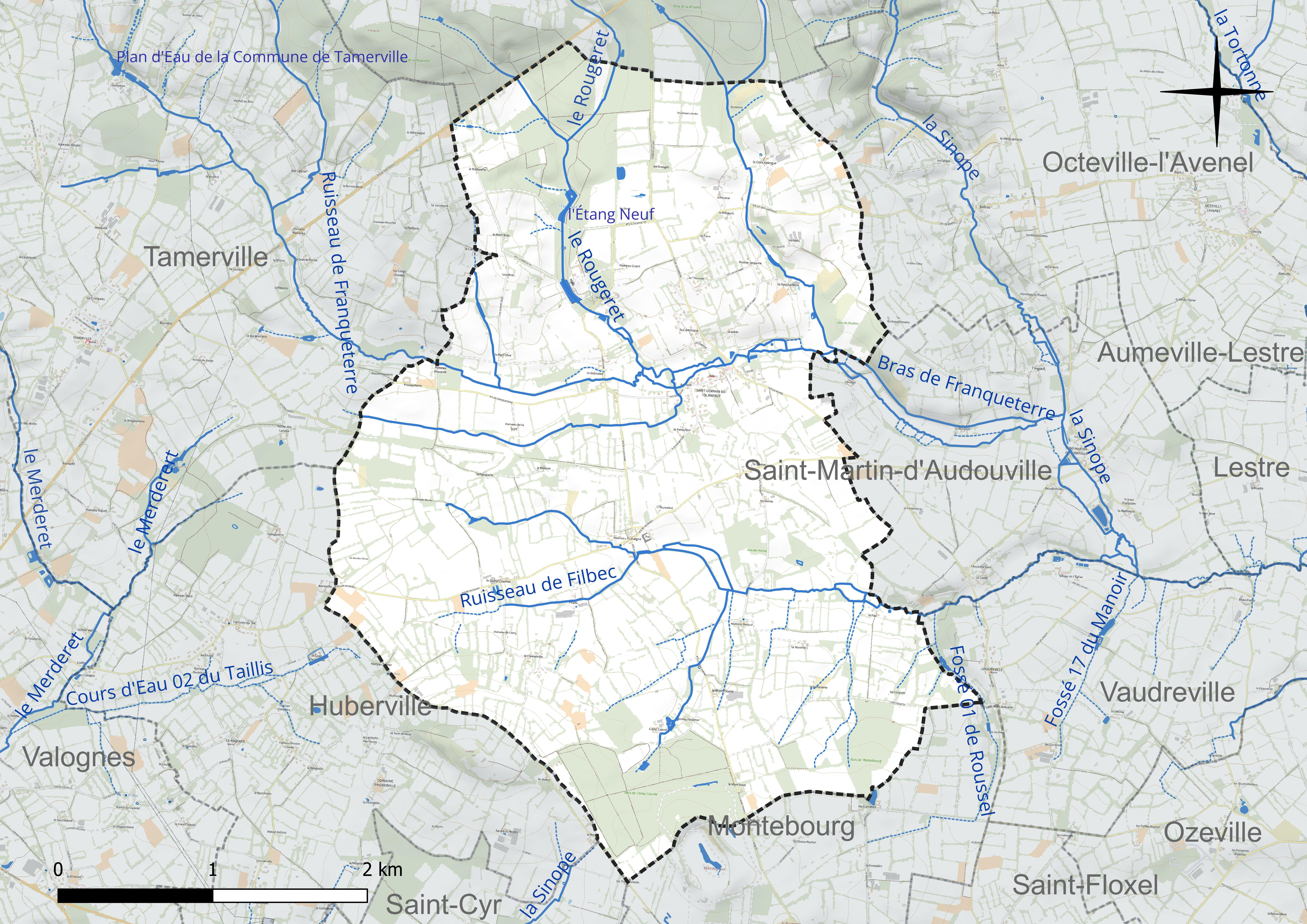
Réseau hydrographique de Saint-Germain-de-Tournebut.

Un plan d'eau complète le réseau hydrographique : l'étang Neuf (0,9 ha),.

### Climat
Pour des articles plus généraux, voir Climat de la Normandie et Climat de la Manche.
En 2010, le climat de la commune est de type climat océanique franc, selon une étude du CNRS s'appuyant sur une série de données couvrant la période 1971-2000. En 2020, Météo-France publie une typologie des climats de la France métropolitaine dans laquelle la commune est exposée à un climat océanique et est dans la région climatique  Normandie (Cotentin, Orne), caractérisée par une pluviométrie relativement élevée (850 mm/a) et un été frais (15,5 °C) et venté. Parallèlement le GIEC normand, un groupe régional d’experts sur le climat, différencie quant à lui, dans une étude de 2020, trois grands types de climats pour la région Normandie, nuancés à une échelle plus fine par les facteurs géographiques locaux. La commune est, selon ce zonage, exposée à un « climat maritime », correspondant au Cotentin et à l'ouest du département de la Manche, frais, humide et pluvieux, où les contrastes pluviométrique et thermique sont parfois très prononcés en quelques kilomètres quand le relief est marqué.
Pour la période 1971-2000, la température annuelle moyenne est de 10,9 °C, avec une amplitude thermique annuelle de 11,1 °C. Le cumul annuel moyen de précipitations est de 858 mm, avec 13,6 jours de précipitations en janvier et 7,3 jours en juillet. Pour la période 1991-2020, la température moyenne annuelle observée sur la station météorologique la plus proche, située sur la commune de Gonneville-Le Theil à 13 km à vol d'oiseau, est de 11,0 °C et le cumul annuel moyen de précipitations est de 940,4 mm,. Pour l'avenir, les paramètres climatiques de la commune estimés pour 2050 selon différents scénarios d’émission de gaz à effet de serre sont consultables sur un site dédié publié par Météo-France en novembre 2022.

## Urbanisme

### Typologie
Au 1er janvier 2024, Saint-Germain-de-Tournebut est catégorisée commune rurale à habitat dispersé, selon la nouvelle grille communale de densité à sept niveaux définie par l'Insee en 2022.
Elle est située hors unité urbaine.
Par ailleurs la commune fait partie de l'aire d'attraction de Cherbourg-en-Cotentin, dont elle est une commune de la couronne,. Cette aire, qui regroupe 77 communes, est catégorisée dans les aires de 50 000 à moins de 200 000 habitants,.

### Occupation des sols
L'occupation des sols de la commune, telle qu'elle ressort de la base de données européenne d’occupation biophysique des sols Corine Land Cover (CLC), est marquée par l'importance des territoires agricoles (89,8 % en 2018), en augmentation par rapport à 1990 (87,4 %).
La répartition détaillée en 2018 est la suivante : prairies (52,5 %), terres arables (24,9 %), zones agricoles hétérogènes (12,4 %), forêts (9 %), mines, décharges et chantiers (1,1 %).

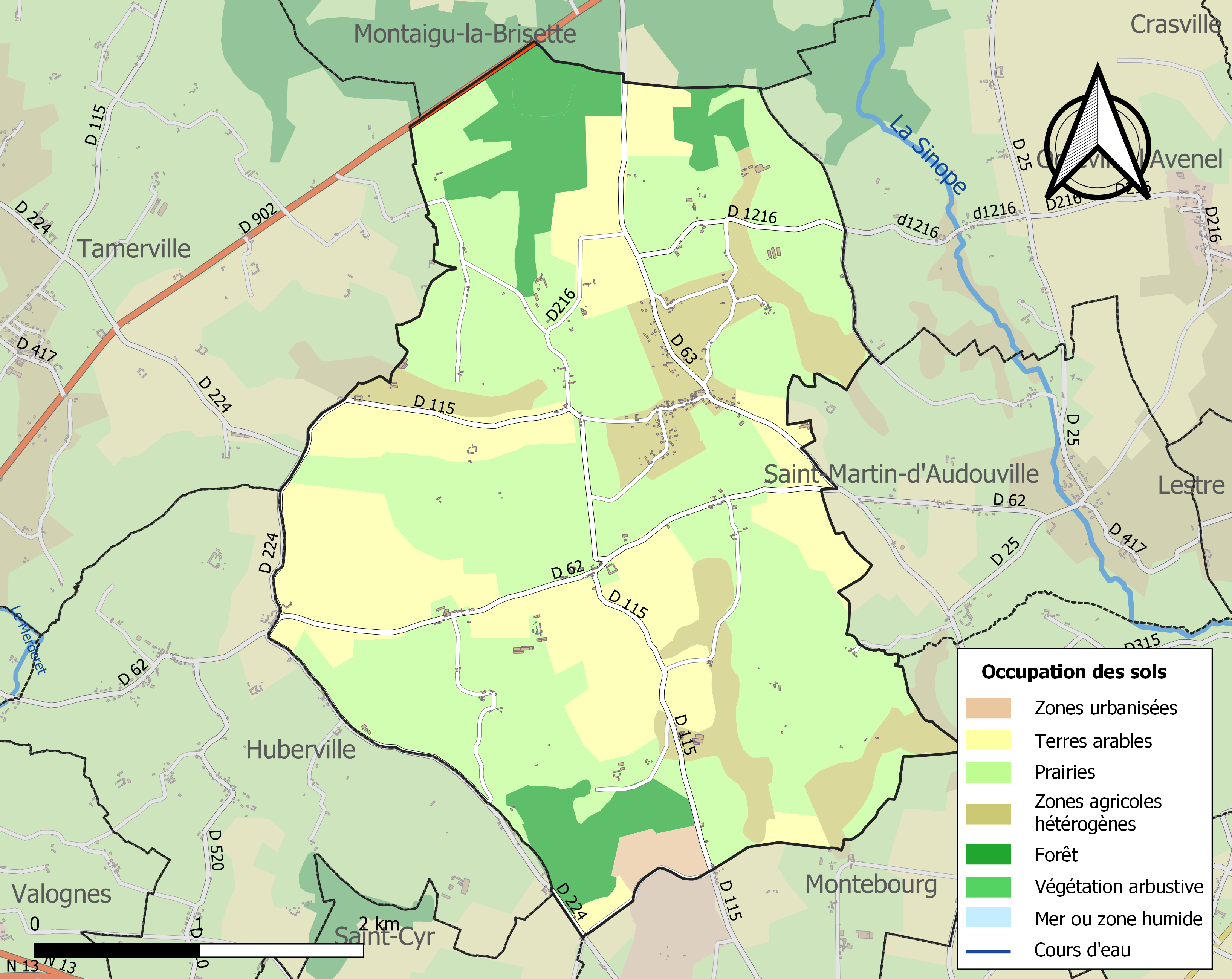
Carte des infrastructures et de l'occupation des sols de la commune en 2018 (CLC).

L'évolution de l’occupation des sols de la commune et de ses infrastructures peut être observée sur les différentes représentations cartographiques du territoire : la carte de Cassini (XVIIIe siècle), la carte d'état-major (1820-1866) et les cartes ou photos aériennes de l'IGN pour la période actuelle (1950 à aujourd'hui).

## Toponymie
Le nom de la localité est attesté sous les formes Tornehusc en 1080, Tournebut ou Tornebusc sans date, du nom d'une famille seigneuriale. Les seigneurs de Tournebut avaient plusieurs villages.
La paroisse et son église sont dédiées à l'un des trois saint Germain vénérés en Normandie : Germain d'Auxerre, Germain le Scot ou Germain de Paris.
Tournebut, il peut s'agir d'une combinaison des appellatifs vieux norrois Thorn (« épine ») et buskr (« bois »).

## Histoire

### Protohistoire
Sur le territoire communal fut découvert 400 haches à douilles en bronze.

### Moyen Âge
L'abbé de Saint-Sauveur-le-Vicomte avait les deux tiers de la dîme de Saint-Germain.
En 1265, Raoul Harel (Dominus du Quenesto juxta Vallonia), fils de Lucie du Quesnay (cf. manoir du Quesnay à Valognes), confirma à l'abbaye du Vœu la donation à eux faites par un de ses vassaux en Saint-Germain de Tournebut.

### Temps modernes
En 1508-1510, noble homme Jehan de Grimouville, est seigneur d'Azeville, de Saint-Germain-de-Tournebut et Tourneville (cf. Annoville). En 1567, le sieur de la Brisette, Montagu et Acqueville est taxé pour ses trois fiefs de 20 livres dans le rôle du ban et d'arrière-ban de la vicomté de Coutances, effectué par Gilles Dancel lieutenant général du bailli de Cotentin les 20 et 22 octobre. Le fief de la Brisette, à Saint-Germain-de-Tournebut et Montaigu-la-Brisette, était un plein fief de haubert.
Dans le même rôle, Jean de Grimouville, écuyer, est taxé de quarante livres pour ses fiefs de Tournebu et des Marestz à Nacqueville, et de dix livres pour son fief du Fournel à Nacqueville. Le fief de Tournebu qui relevait de la vicomté de Saint-Sauveur-le-Vicomte et valait un quart de fief de haubert avait des extensions à Saint-Rémy-des-Landes, Saint-Jean-de-la-Rivière, Neuville, Émondeville et Azeville.
En 1588, c'est Jean de Grimouville qui est seigneur d'Azeville et de Tournebut.

## Politique et administration
| Période                                  | Période   | Identité                     | Étiquette | Qualité |
| ---------------------------------------- | --------- | ---------------------------- | --------- | ------- |
| 1963                                     | juin 1995 | Michel Bertin de La Hautière |           |         |
| juin 1995                                | mars 2001 | Marie-Thérèse Bouce          |           |         |
| mars 2001                                | En cours  | Hervé Fontaine               | SE        |         |
| Les données manquantes sont à compléter. |           |                              |           |         |

## Démographie
L'évolution du nombre d'habitants est connue à travers les recensements de la population effectués dans la commune depuis 1793. Pour les communes de moins de 10 000 habitants, une enquête de recensement portant sur toute la population est réalisée tous les cinq ans, les populations de référence des années intermédiaires étant quant à elles estimées par interpolation ou extrapolation. Pour la commune, le premier recensement exhaustif entrant dans le cadre du nouveau dispositif a été réalisé en 2005.
En 2022, la commune comptait 418 habitants, en évolution de −2,34 % par rapport à 2016 (Manche : −0,31 %, France hors Mayotte : +2,11 %).
| 1793 | 1800 | 1806 | 1821 | 1831 | 1836 | 1841 | 1846 | 1851 |
| ---- | ---- | ---- | ---- | ---- | ---- | ---- | ---- | ---- |
| 768  | 733  | 868  | 901  | 848  | 874  | 883  | 845  | 773  |

| 1856 | 1861 | 1866 | 1872 | 1876 | 1881 | 1886 | 1891 | 1896 |
| ---- | ---- | ---- | ---- | ---- | ---- | ---- | ---- | ---- |
| 750  | 728  | 741  | 677  | 661  | 634  | 668  | 613  | 555  |

| 1901 | 1906 | 1911 | 1921 | 1926 | 1931 | 1936 | 1946 | 1954 |
| ---- | ---- | ---- | ---- | ---- | ---- | ---- | ---- | ---- |
| 553  | 524  | 544  | 509  | 518  | 486  | 463  | 470  | 468  |

| 1962 | 1968 | 1975 | 1982 | 1990 | 1999 | 2005 | 2006 | 2010 |
| ---- | ---- | ---- | ---- | ---- | ---- | ---- | ---- | ---- |
| 446  | 385  | 298  | 332  | 346  | 355  | 372  | 380  | 394  |

| 2015 | 2020 | 2022 | - | - | - | - | - | - |
| ---- | ---- | ---- | - | - | - | - | - | - |
| 418  | 419  | 418  | - | - | - | - | - | - |

## Culture locale et patrimoine

### Lieux et monuments
- Château de la Brisette des XVIIe – XVIIIe siècles, inscrit au titre des monuments historiques[42]. Encadré de deux pavillons en légère avancée, et avec sa façade principale qui se reflète dans l'étang, il est la possession au début du XXe siècle de M. de la Hautière.
- Église Saint-Germain-d'Auxerre des XIIIe – XVe siècles, avec clocher couvert d'un toit en bâtière, avant-porche latéral, et dont toutes les ouvertures ont été refaites. Sous le portail présence d'une croix sculptée du XIVe. L'édifice abrite des fonts baptismaux en calcaire, les statues de saint Marcouf du XVe et de sainte Agathe du XVIIe[43].
- Croix de chemin dite Croix Varengue du XVIIe siècle, croix de cimetière du XVIIe siècle.
- Château de Tournebut des XVIe – XVIIIe siècles[44], résidence des barons Baillod jusqu'en 1922[43].
- Fermes-manoirs du Camp Cauvet, ancien prieuré dépendant de l'abbaye de Montebourg, des Granges du XVIIIe siècle, de Filbec du XVIe siècle, de la Lure des XVIe – XVIIe siècles, de Franqueterre du XVIe siècle, de la Queue du XVIIIe siècle.
- Vestiges de rampes de lancement V1-V2 au lieu-dit la Brisette.
- Pont muletier dit pont ès Quevieux sur le ruisseau Franqueterre.

### Personnalités liées à la commune
- Jean-Pierre Baillod (1771-1853), baron et général de division, commandeur de la Légion d'honneur, ancien député du département de la Manche, inhumé à Saint-Germain-de-Tournebut. La famille Baillod résidait au château de Tournebut. Les armoiries Baillod sont gravées sur la clef de voûte de l'église du village.
- Jacques Bertin de La Hautière (1909-2002), résistant, originaire de Saint-Germain-de-Tournebut.